# Pierre Métais (ethnologue)
Pour les articles homonymes, voir Métais et Pierre Métais.
Pierre Métais (1906-1998) est un ethnologue français connu pour ses travaux sur les populations de Mélanésie. D'abord instituteur en Nouvelle-Calédonie, il crée la chaire d'ethnologie de l'Université de Bordeaux où il enseigne de 1953 à 1976.
Il marque la discipline par son approche centrée sur les interactions entre l'individu et son environnement, ainsi que par son engagement en faveur d’une ethnographie critique et participative.

## Carrière

### Première carrière dans l'enseignement (1929-1933)
Né fils de paysans, il entre à l'Ecole Normale où il passe son brevet supérieur afin de devenir instituteur. Il souhaite commencer sa carrière à Tahiti mais n'a pas trouvé de poste. Son choix c'est alors porté sur la Nouvelle-Calédonie. Entre ses 23 et 27 ans il enseigne à la Foa, une commune de Grande Terre en Nouvelle-Calédonie. Pierre Métais fait alors figure de frondeur auprès des autres colons français car il prône la scolarisation des enfants kanak.

### Formation en ethnologie (1940-1948)

#### Découverte de la discipline et formation
En Nouvelle-Calédonie, il découvre les travaux de Maurice Leenhardt et fait la rencontre d'un parent de Lucien Lévy-Bruhl. Cette première découverte de l'ethnologie l'incite à mener sur le terrain ses premières enquêtes.
En 1940, Pierre Métais rentre en France où il se familiarise avec le milieu de l'ethnologie universitaire : il fait la rencontre de Lucien Lévy-Bruhl, de Maurice Leenhardt et de Paul Rivet. Sur leur conseil, Pierre Métais va poursuivre ses études afin d'obtenir le baccalauréat et de pouvoir poursuivre un cursus en faculté.
Il travaille en tant qu'instituteur à Asnières et suit les cours de l'Institut d'Ethnologie. Afin d'obtenir une équivalence au baccalauréat il étudie durant 3 ans afin d'obtenir le diplôme de l'Ecole des Hautes Etudes en Sciences Sociales au sein de la section « Sciences religieuses ».
Sur incitation de Marcel Mauss, il envisage de repartir en mission de terrain au sein des communautés Kanak, qui subissent alors une forte décroissance démographique ce qui laisse à penser que leur culture pourrait disparaître. Pour mener à bien leur étude ethnologique, Marcel Mauss et Maurice Rivet demandent un détachement pour que Pierre Métais puisse retourner enseigner et poursuivre ses enquêtes ethnographiques en Nouvelle-Calédonie. Cependant, il essuie un refus du gouverneur de Nouméa et renonce à son projet.
Quand la deuxième Guerre Mondiale éclate, il est mobilisé sur le front et fait prisonnier la même année, puis est rapatrié sanitaire en 1942.

#### Préparation de ses thèses
Entre 1943 et 1948, il prépare deux thèses qu'il finance en donnant simultanément des cours à l'Ecole nationale de France et d'outre-mer et au Museum National d'Histoire Naturelle. Grâce à une connaissance de l'Institut d'Ethnologie, Marie-Charlotte Laroche, il contacte André Siegfried, géographe et professeur au Collège de France. Il fait aussi la connaissance de Georges Duhamel alors à l'Académie Française. Après un entretien avec ce dernier il obtient une bourse d'un an de la « Pensée Française » qui lui permet d'achever sa thèse.
A la fin de la Deuxième Guerre mondiale, Maurice Rivet, Lucien Lévy-Bruhl et Marcel Mauss tentent de créer la première chaire d'ethnologie. Pierre Métais est pressenti directeur pour le nouvel Institut Fondamental d'Afrique Noire (IFAN), mais il y renonce car il a connaissance de la fondation prochaine d'un Institut français d'Océanie (IFO). Le poste de direction est cependant confié à René Catala et le poste de chercheur ethnologue à un jeune chercheur en cours de thèse, Jean Guiart.

### Titulaire de la Chaire d'ethnologie de Bordeaux (1954-1977)
Après la création de la chaire d'ethnologie de Lyon qui revient à André Leroi-Gourhan s'ouvrent celles de Bordeaux en et de Strasbourg, en 1954. La chaire de Bordeaux est d'abord attribuée à un africaniste, puis lui est retirée au profit de Pierre Métais notamment grâce à l'appui de Jacques Soustelle qui souligne qu'il existe déjà une chaire africaniste dans la capitale.
Au sein de l'Université, Pierre Métais participe peu aux réunions de la faculté de lettres à laquelle la chaire d'ethnologie est rattachée, et obtient donc peu d'appui financier de la part de ses pairs. Ses techniques d'enseignement témoignent par ailleurs d'une même recherche d'indépendance vis-à-vis des courants de pensée préétablis et il enseigne à ses élèves de fonder leurs réflexions en premier lieu sur des observations de terrain directe et de favoriser une ethnologie participante.
Au manque de moyens financiers attribués par l'université s'ajoute la forte rivalité de spécialisation sur l'espace océanien avec Jean Guiart, de sorte que Pierre Métais peine à envoyer des étudiants sur le terrain, et oriente plusieurs d'entre eux vers l'Afrique, puis vers l'Europe. Il parvient néanmoins à envoyer Jean-Michel Charpentier en mission, sur l'île des Nouvelles Hébrides (dans l'actuel Vanuatu), où celui-ci obtient un poste de moniteur (instituteur), en parallèle duquel il peut effectuer ses observations ethnologiques. Pierre Métais parvient cependant à former avant son départ à la retraite une dizaine de chercheurs professionnels en ethnographie.
Son rôle de titulaire de la Chaire d'Ethnologie de Bordeaux l'amène aussi à s'engager dans le fonctionnement de l'université au quotidien. Par exemple, en 1966 et 1967, la ville organise le déplacement des bâtiments universitaires afin de récupérer les bâtiments placés jusqu'alors à la Victoire, en plein centre-ville. Pierre Métais s'oppose farouchement à ce choix et parvient un temps à maintenir la chaire d'ethnologie seule sur le Cours Pasteur, dans des locaux de la faculté de lettres et des sciences, par la suite remployés pour l'installation du Musée d'Aquitaine.
Après les remous de mai 1968, les structures universitaires bordelaises sont profondément réorganisées. Pierre Métais parvient à donner un poids plus important à la formation en ethnologie. Auparavant "simple" certificat libre, la discipline est développée en en enseignement complet comprenant une licence, une maîtrise et un troisième cycle associé à la sociologie. Le nombre d'étudiants augmente conséquemment, multiplié par vingt entre la date de création de la Chaire et les années 1990. À la suite du départ à la retraite de Pierre Métais, la formation s'enrichit encore de trois nouveaux certificats autonomes en Afrique, en Europe et en Océanie. La filière concernant l'étude de l'Océanie est finalement supprimée.

## Méthodologie et pensées clefs en ethnologie
Pierre Métais met en œuvre une méthode ethnologique rigoureuse pour inventorier et analyser les terres des clans kanak en proie à un manque d’ordre et de clarté sur leur organisation. Il ne veut pas seulement repérer des terres, il veut aussi suivre le lignage, repérer les biens matériels et la structure hiérarchique des clans.
Sa méthode repose sur une approche historique : il cherche à « partir du passé » à travers la confrontation entre la mémoire orale des clans kanak et les visions des populations blanches et des autres groupes ethniques, ceci tout en révélant un fossé socioculturel important. Pierre Métais exécute un travail scrupuleux d’archives complété par des entretiens, des cartes, des schémas et des dessins organisant le présent et illustrant les dynamiques territoriales et sociales de la région de la Foa. L’auteur insiste d’ailleurs sur l’organisation socio-politique pré-coloniale mélanésienne et se fait une obligation d’analyser les vocables spécifiques et la langue locale pour rendre compte de la complexité des structures claniques. Une seconde partie compare ces données historiques à aujourd’hui et montre les différences entre la période précoloniale et la période contemporaine. Enfin, il recourt à des arbres généalogiques et des diagrammes pour exposer les structures hiérarchiques très complexes des clans kanak tout en émettant des hypothèses.

## Publications

### Ouvrages
- Pierre Métais, Mariage et équilibre social dans les sociétés primitives, Paris, Institut d'Ethnologie, 1956, 545 p.
- Jean Poirier (dir.), Ethnologie Régionale I, Paris, Gallimard. Encyclopédie de la Pléiade, 1972, p. 1100-1129.
- Pierre Métais, Le livre des terres : mythe ou réalité économique, région de La Foa, Nouvelle-Calédonie, Pessac, Presses universitaires de Bordeaux, coll. « Études culturelles », 2003, 587 p. (ISBN 978-2-86781-318-4, lire en ligne).

### Articles
- Pierre Métais, De l'échange chez les Néo-Calédoniens, Journal de la Société des Océanistes (no 1), décembre 1945, 231 p. (lire en ligne ), p. 19-28
- Pierre Métais, Une monnaie archaïque : la cordelette de coquillage, t. IV, Presses Universitaires de France, coll. « L’Année Sociologique », 1949-1950, 110 p. (lire en ligne)
- Pierre Métais, Démographie des Néo-Calédoniens, Journal de la Société des Océanistes (no 9), décembre 1953, 448 p. (lire en ligne), p. 99-128
- Pierre Métais, Quelques aspects de l’évolution culturelle néo-calédonienne, Journal de la Société des Océanistes (no 9), décembre 1953, 448 p. (lire en ligne), p. 171-201
- Pierre Métais, L'œuvre ethnologique et sociologique de Maurice Leenhardt, Journal de la Société des Océanistes (no 10), décembre 1954, p. 51-69
- Pierre Métais, Problème de sociologie néo-calédonienne, Cahiers Internationaux de Sociologie (no 30), 1961 (lire en ligne), p. 37-61
- Pierre Métais, Quelques aspects d’une organisation matrimoniale néo-calédonienne, L’Année Sociologique, 1962, p. 3-115
- Pierre Métais, Contribution à une étude de la sorcellerie néo-calédonienne actuelle, L’Année Sociologique (no 18), 1967 (lire en ligne), p. 113-220

### Compte-rendu
- Pierre Métais, La Personne et le Mythe d'après Maurice Leenhardt, Journal de la Société des Océanistes (no 3), 1947 (lire en ligne), p. 145-168
- Pierre Métais, Patrick O’Reilly. La religion des Polynésiens, Journal de le Société des Océanistes (no 4), 1948 (lire en ligne), p. 198-199
- Pierre Métais, Paul Einzig. Primitive Money, Hingston Quiggin. A Survey of Primitive Money. The Beginning Currency, Journal de la Société des Océanistes (no 6), 1950, p. 267-270
- Pierre Métais, Review : Fred Eggan. Social Organisation of the Western Pueblos.-Chicago University Press, L'Année Sociologique (no 6), 1952 (lire en ligne), p. 339-342
- Pierre Métais, Patrick O’Reilly. Art Mélanésien. Somuk Hikal Tsumenak Tsimes Kélanien, Journal de la Société des Océanistes (no 8), 1952 (lire en ligne), p. 309-310
- Pierre Métais, J. Faublee. L. La cohésion des sociétés Bara, L’Année Sociologique (no 7), 1953 (lire en ligne), p. 261-264
- Pierre Métais, Evans, I.H.N. The religion of the Tampesuk Dusuns of the North Borneo, Cambridge University Press., L’Année Sociologique, 1953, p. 321-324 et 408-411.
- Pierre Métais, Franck Stimson. Songs and Tales in the Sea-Kings, Journal de la Société des Océanistes (no 15), 1959, p. 391-393[2].